# CIV (groupe)
Pour les articles homonymes, voir CIV.
CIV est un groupe de punk rock originaire de New York. Le nom du groupe provient du nom de famille du chanteur principal.

## Membres
- Civ (Anthony Civarelli) - voix (ex Gorilla Biscuits)
- Charlie (Charlie Garriga) - guitare
- Arthur (Arthur Smilios) - basse
- Sammy (Sammy Siegler) - batterie (ex membre de Side By Side).

## Discographie
Année Titre Label 
- 1995 : Set Your Goals, Revelation
- 1995 : All Twisted
- 1995 : So Far, So Good, So What?
- 1996 : Social Climber 7inch
- 1998 : Thirteen Day Getaway, Atlantic
- 1998 : Secondhand Superstar